# Them Damn Kids

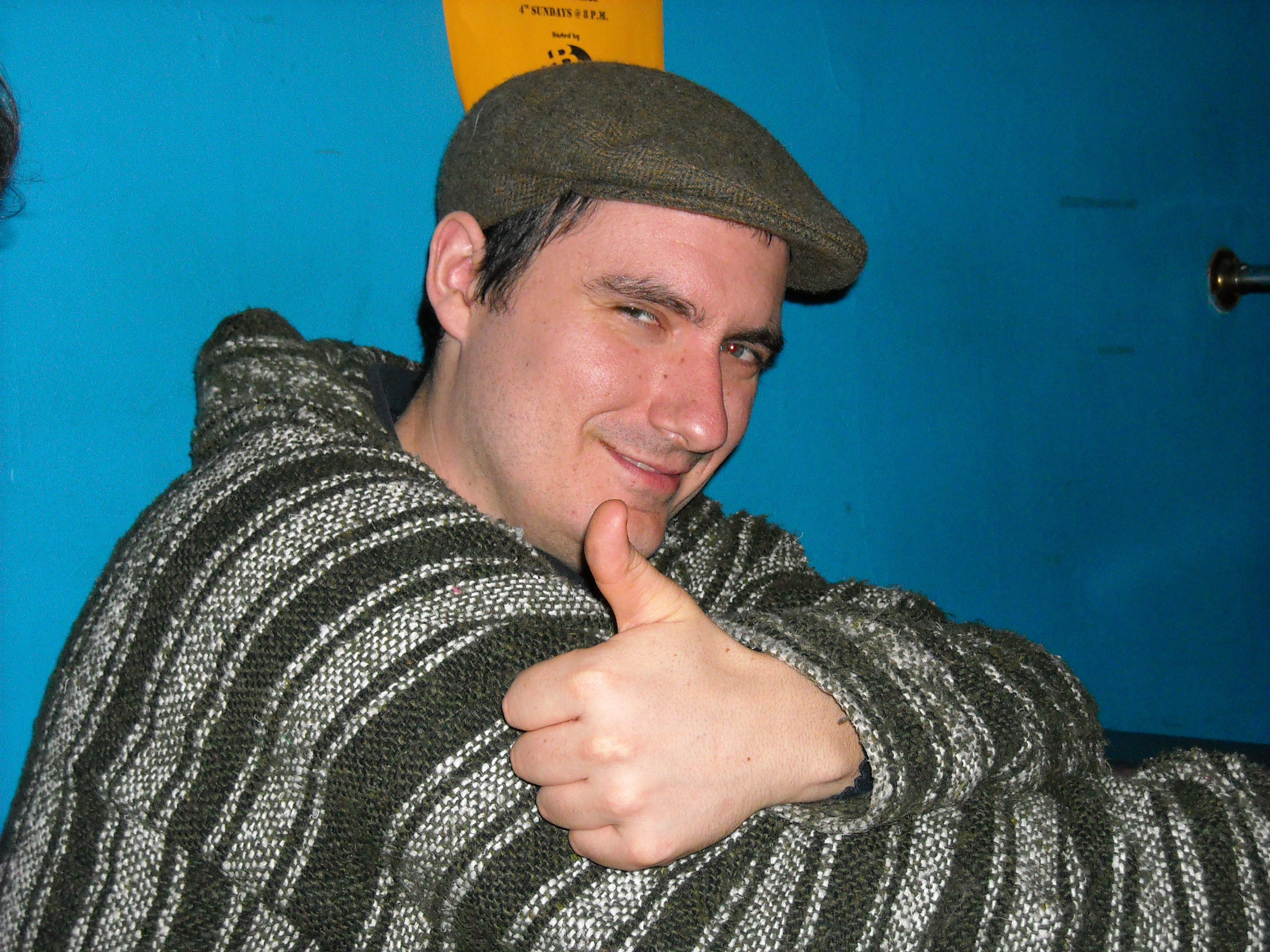
Chris Darby przed koncertem z Them Damn Kids w Phylli's Musical Inn w Chicago, Il

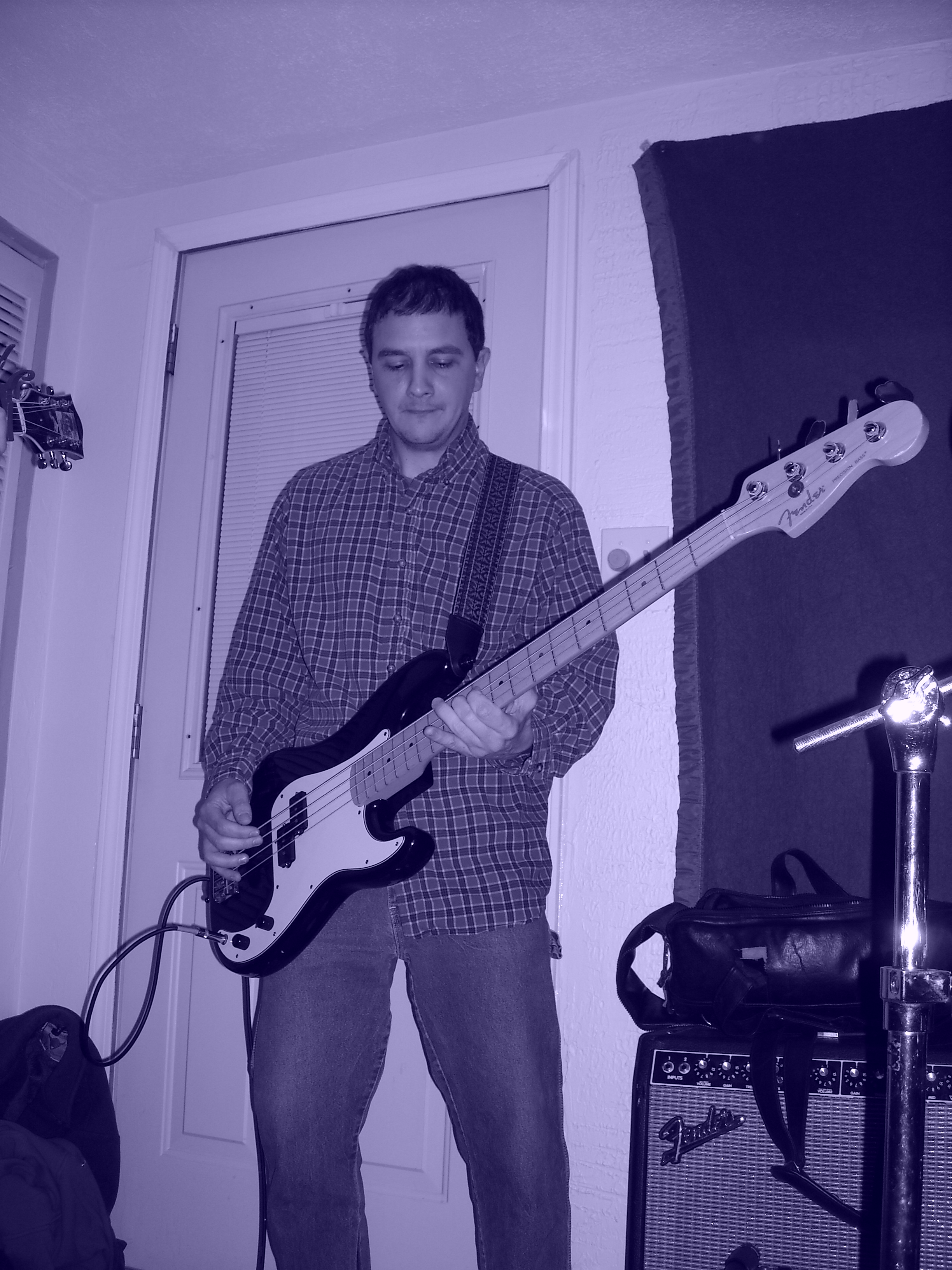
Rolland Geirroes z Them Damn Kids w czasie koncertu w Seven Sided Studios, Chicago, Il

Them Damn Kids – amerykański zespół folkowy założony w 2002 roku w La Grange Park, Il, USA. W jego podstawowym składzie znajdują się Chris Darby i Rolland Gairroes. Obecnie zespół ma swoją siedzibę w Chicago.

## Historia
Chris Darby i Rolland Gairroes poznali się w roku 2000 w seminarium duchownym, Conception Seminary College, w stanie Missouri (USA) prowadzonym przez Benedyktynów. Tam też zaczęli wspólnie grać w zespole rockowym Formation Issue. Z przyczyn osobistych nie zdecydowali się na przyjęcie święceń kapłańskich.
Ich drogi zeszły się ponownie w 2002 roku w La Grange Park, na południowych przedmieściach Chicago. Tam narodził się zespół Them Damn Kids. W następnym roku przeniesiony został do Chicago.

## Obecna działalność zespołu
Obaj główni muzycy koncertują w Chicago i okolicach (stan Illinois)na miarę możliwości. Ograniczone jest to obowiązkami zawodowymi. Przynajmniej raz w roku udaje im się zorganizować trasę po innych stanach. W czasie grania koncertów i nagrywania utworów wspomagani są przez innych muzyków folkowych z Chicago.

## Skład zespołu

### Skład podstawowy
- Chris Darby - wokal, gitara;
- Rolland Gairroes - wokal, gitara, bas;

### Pozostali muzycy
- Erin Frisby - wokal, harmonijka (od 2010);
- Julius Otto - gitara (od 2009);
- Michael Schroeder - bębny (od 2009);
- Ty Maxon - gitara, wokal (od 2009);
- Ryan Suzuka - harmonijka, wokal (od 2009);
- Rob Reid - perkusja (od 2009);
- Ben Summers - bas (2005-2009);
- Tim Ilg - harmonijka, wokal (2007-2009);

### Byli członkowie zespołu
- Stefanie Kohn - wokal, perkusja (2004-2006);
- Scott Gibson - bębny (2005-2008);
- Adam Ball - bas (2006-2007);
- Justin Birchard - wokal (2008);
- Brent Toland - banjo (2008);
- Bile Greene - gitara (2008);

### Osoby związane z zespołem
- Steph Davies - od 2005 wykonuje grafiki dla zespołu

## Dyskografia

### Albumy
- Road Songs (2010)
- Arm Yourself with Perspicacity (2009)
- ...the day has just begun (2006)
- Our Political Album (2003)
- Without Resolution (2002)

### Minialbumy
- Canicosa (2007)
- Gas Money EP (wspólnie ze Stefanie Kohn) (2005)
- Before They Sold Out (2004)
- Leitmotif (2003)

### Album winylowy
- A Split 7" (wspólnie z Eric'kiem Nassau'em i Megan Palmer) (2008)